# Red Wing
Red Wing (nacida como Lillian Margaret St. Cyr; 13 de febrero de 1873 o 1884 – 13 de marzo de 1974) fue una actriz estadounidense de cine mudo. Wing y su esposo, James Young Deer fueron considerados una de las primeras "parejas poderosas" de nativos americanos de Hollywood junto con Mona Darkfeather y Frank E. Montgomery. St. Cyr nació en la Reserva Winnebago en Nebraska.

## Primeros años
Lillian asistió a la Carlisle Indian Industrial School en Pensilvania, y luego se mudó a Washington D. C. para trabajar como empleada doméstica para el senador de Chester I. Long y su esposa. Allí conoció y se casó con James Younger Johnson, apodado James Young Deer, el 9 de abril de 1906. Young Deer era de ascendencia europea, afroestadounidense y lenape (según St. Cyr) y miembro de la tribu nanticoke. Originario de Washington D. C., Deer sirvió en la Marina de los Estados Unidos durante la Guerra hispano-estadounidense.

## Vida personal y papeles
Después de casarse, la pareja decidió realizar actos del Oeste en varios lugares de Nueva York y Filadelfia. En 1908, St. Cyr apareció en la película producida por Kalem Company The White Squaw, en mayo de 1909, Wing protagonizó la película producida por Lubin Manufacturing Company The Falling Arrow. En el verano de 1909, Wing y Deer trabajaron como asesores técnicos y extras para dos películas dirigidas por D. W. Griffith.[cita requerida] St. Cyr protagonizó un cortometraje producido por Vitagraph Studios titulado Red Wing's Gratitude. Wing y Deer trabajaron con New York Motion Picture Company, Wing se trasladó a Nueva York en 1909.

## Cine
St. Cyr  es conocida por interpretar a Nat-u-Ritch en The Squaw Man (1914) dirigida por Cecil B. DeMille y Oscar Apfel, la película fue estrenada en 1914 y protagonizada por Dustin Farnum y Monroe Salisbury. La primera opción de DeMille para el personaje de Nau-u-Ritch había sido Mona Darkfeather, pero Darkfeather tenía un contrato con la Compañía Kalem y tuvo que rechazar la oferta. Su aparición en la película fue en realidad precedida por el papel protagonista de Jesse Cornplanter en Hiawatha, estrenado en 1913, un año antes de The Squaw Man. Después de The Squaw Man, St. Cyr tuvo un papel con el actor Tom Mix en In the Days of the Thundering Herd (1914) y en Fighting Bob (1915). Wing también apareció en Ramona, en un pequeño papel como la madre de Ramona.
Entre 1908 y 1921, St. Cyr actuó en más de 35 cortometrajes de género western. Wing se retiró de la actuación en la década de 1920 y regresó a Nueva York. Murió el 13 de marzo de 1974 y fue enterrada en el cementerio católico de San Agustín en Thurston County, Nebraska, cerca de la Reserva Winnebago.

## Cultura popular
Se decía qué "Red Wing", una canción de 1907 de Kerry Mills y Thurland Chattaway, había sido interpretada y dedicada a ella, sin embargo, algunos historiadores de cine cuestionan eso.